# Jennings River
Jennings River är ett vattendrag i Kanada.   Det ligger i provinsen British Columbia, i den centrala delen av landet, 4 000 km väster om huvudstaden Ottawa. Jennings River ligger vid sjön Teslin Lake.
Trakten runt Jennings River är nära nog obefolkad, med mindre än två invånare per kvadratkilometer.